# Marc Overmars
Marc Overmars (født 29. marts 1973 i Emst, Holland) er en tidligere hollandsk fodboldspiller, der spillede som midtbanespiller. Han er kendt for sine udlandsophold i engelske Arsenal F.C. og spanske FC Barcelona, samt for sine 86 kampe for det hollandske landshold. Han er i dag (2019) sportsdirektør i Ajax Amsterdam.

## Klubkarriere

### Tidlige karriere
Overmars startede sin seniorkarriere i 1990 hos Go Ahead Eagles, en klub fra den næstbedste hollandske liga. Her spillede han en enkelt sæson, inden han i 1991 blev købt til Willem II i Æresdivisionen. som spiller på landets højeste niveau tiltrak Overmars sig opmærksomhed fra landets storklubber, og blev i sommeren 1992 solgt til Ajax Amsterdam.

### Ajax
Overmars var tilknyttet Ajax i de følgende fem sæsoner, og det var i denne periode at han slog sit navn fast i europæisk fodbold, og også her at han debuterede på det hollandske landshold.
Overmars var en del af det Ajax-hold, der vandt Æresdivisionen tre år i træk (1994, 1995 og 1996), den hollandske pokalturnering i 1993 samt Champions League og Intercontinental Cup i 1995.
Amsterdam-klubbens store succes såvel nationalt som internationalt sørgede for opmærksomhed omkring Overmars fra udenlandske klubber, og i sommeren 1997 blev det offentliggjort, at han havde skrevet kontrakt med den engelske Premier League-klub Arsenal F.C.

### Arsenal F.C.
De følgende tre sæsoner var Overmars en del af Arsenals hold, og var blandt andet med til at sikre London-klubben triumf i både Premier League og FA Cuppen i 1998. I FA Cup finalen mod Newcastle United var han manden bag det andet mål i Arsenals sejr på 2-0.
Selvom det de følgende to sæsoner ikke lykkedes Arsenal at vinde nye pokaler blev Overmars rolle på holdet ikke mindre. Hans gode præstationer og store popularitet hos "The Gunners" fik spanske FC Barcelona til i år 2000 at betale enorme 25 millioner britiske pund for Overmars, hvilket gjorde ham til den dyreste hollænder nogensinde i international fodbold. Han nåede at spille 100 kampe for Arsenal.

### FC Barcelona
Overmars spillede for den catalanske storklub frem til 2004, og var i samtlige fire sæsoner en ofte benyttet spiller på holdet. Perioden var dog en af de mest skuffende i Barcelonas nyere historie, da de ikke sikrede sig en eneste titel i løbet af de fire år. Overmars offentliggjorde sit karrierestop efter sæsonen 2003-04, efter at have spillet 97 kampe for La Liga-klubben.

### Comeback
Efter fire års pensionering meddelte Overmars den 10. august 2008 at han ville gøre comeback, i en alder af 35 år. Hans klub blev Go Ahead, der også var hans første som seniorspiller. Han spillede 24 kampe for klubben, inden han definitivt gik på pension i 2010.

## Landshold
Overmars debuterede for det hollandske landshold den 24. august 1993 i en kamp mod Tyrkiet, og var allerede op til VM i 1994 i USA blevet en fast del af landsholdet.
Udover slutrunden i 1994 var Overmars desuden med til VM i 1998 i Frankrig, hvor holdet nåede semifinalerne, samt til EM i 2000 på hjemmebane i Holland. Hans sidste optræden for landsholdet var EM i 2004 i Portugal, hvor hans sidste landskamp blev semifinalenederlaget til Portugal.
Overmars nåede i alt at spille 86 landskampe og score 17 mål.

## Titler
Æresdivisionen
- 1994, 1995 og 1996 med Ajax Amsterdam

Hollands pokalturnering
- 1993 med Ajax Amsterdam

Champions League
- 1995 med Ajax Amsterdam

Intercontinental Cup
- 1995 med Ajax Amsterdam

Premier League
- 1998 med Arsenal F.C.

FA Cup
- 1998 med Arsenal F.C.